# Osmoxylon dinagatense
Osmoxylon dinagatense là một loài thực vật có hoa trong Họ Cuồng cuồng. Loài này được (Merr.) Philipson mô tả khoa học đầu tiên năm 1976.